# هنویه
هنویه یک روستا در ایران است که در دهستان علی‌جمال واقع شده‌است. هنویه ۵۴ نفر جمعیت دارد.